# I sans point ogonek
À ne pas confondre avec Į.
Į (minuscule : ı̨), appelé I sans point ogonek, est une lettre latine utilisée dans l’écriture chipewyan, de l’esclave et du tlicho.
Il s’agit de la lettre I sans point diacritée d’un ogonek.

## Représentations informatiques
Le I sans point ogonek peut être représenté avec les caractères Unicode suivants : 
- composé et normalisé NFC (latin étendu – A, diacritiques, latin étendu additionnel) :

| formes    | représentations | chaînes de caractères | points de code | descriptions                                 |
| --------- | --------------- | --------------------- | -------------- | -------------------------------------------- |
| capitale  | Į               | Į                     | U+012E         | lettre majuscule latine i ogonek             |
| minuscule | ı̨               | ı◌̨                    | U+0131 U+0328  | lettre minuscule latine i diacritique ogonek |

- décomposé et normalisé NFD (latin de base, latin étendu – A, diacritiques) :

| formes    | représentations | chaînes de caractères | points de code | descriptions                                 |
| --------- | --------------- | --------------------- | -------------- | -------------------------------------------- |
| capitale  | Į               | I◌̨                    | U+0049 U+0328  | lettre majuscule latine i diacritique ogonek |
| minuscule | ı̨               | ı◌̨                    | U+0131 U+0328  | lettre minuscule latine i diacritique ogonek |